# Hemiarius harmandi
Hemiarius harmandi är en fiskart som beskrevs av Sauvage, 1880. Hemiarius harmandi ingår i släktet Hemiarius och familjen Ariidae. Inga underarter finns listade i Catalogue of Life.